# Nanhai

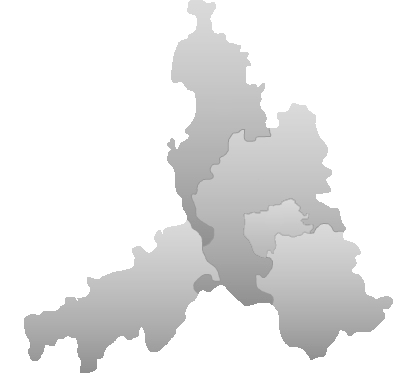
Lage des Stadtbezirks Nanhai im Gebiet der bezirksfreien Stadt Foshan

Nanhai (南海區 / 南海区,  Nánhǎi Qū) ist ein Stadtbezirk der Stadt Foshan in der chinesischen Provinz Guangdong. Die kreisfreie Stadt Nanhai wurde am 8. Dezember 2002 aufgelöst und in den Stadtbezirk Nanhai umgewandelt. Dabei wurde die Großgemeinde Nanzhuang (chin. 南莊鎮 / 南庄镇 Pinyin Nánzhuāng Zhèn) ausgegliedert und in den Stadtbezirk Chancheng integriert.

## Geographie
Nanhai liegt in der an Guangzhou grenzenden bezirksfreien Stadt Foshan und umschließt deren Zentrum im Westen, Norden und Osten. Nanhai hat eine Fläche von 1.074 km².
Das Klima in Nanhai ist subtropisch und die Durchschnittstemperaturen liegen zwischen 13 °C im Januar und 28,8 °C im Juli. Mit einer Niederschlagsmenge von 1.638 mm gehört es zu den trockeneren Gebieten Guangdongs.

## Bevölkerung
In Nanhai leben 3.667.247 Menschen (Stand: Zensus 2020).

### Ethnische Gliederung der Bevölkerung Nanhais (2000)
Beim Zensus im Jahr 2000 hatte Nanhai 2.133.741 Einwohner.
| Name des Volkes | Einwohner | Anteil  |
| --------------- | --------- | ------- |
| Han             | 2.049.114 | 96,03 % |
| Zhuang          | 50.007    | 2,34 %  |
| Tujia           | 12.888    | 0,6 %   |
| Miao            | 7.839     | 0,37 %  |
| Yao             | 4.778     | 0,22 %  |
| Dong            | 4.216     | 0,2 %   |
| Bouyei          | 737       | 0,04 %  |
| Mongolen        | 662       | 0,03 %  |
| Hui             | 448       | 0,02 %  |
| Bai             | 328       | 0,02 %  |
| Yi              | 295       | 0,01 %  |
| Mandschu        | 287       | 0,01 %  |
| Tu              | 248       | 0,01 %  |
| Gelao           | 240       | 0,01 %  |
| She             | 236       | 0,01 %  |
| Mulam           | 235       | 0,01 %  |
| Sonstige        | 1.183     | 0,06 %  |

## Wirtschaft
Das BIP beträgt 43,98 Mrd. RMB (2002). Nanhai ist damit eine der reichsten Verwaltungseinheiten auf Kreisebene in Guangdong.